# Prensa Libre
Prensa Libre és un diari de Guatemala publicat a Ciutat de Guatemala per Prensa Libre, S.A. i distribuït a nivell nacional. Va ser fundat el 1951.